# Next in Fashion
Next in Fashion (NFI) és un reality show i competició de moda presentat pels dissenyadors Tan France i Alexa Chung i produït per Netflix, on dissenyadors de tot el món competeixen entre ells per guanyar 250.000 dòlars i una col·lecció sencera a la web de moda de luxe Net-a-Porter.
El juny del 2020 Netflix va anunciar que cancel·lava la següent temporada de la sèrie, que seria la temporada 2.

## Funcionament
Els productors de Next in Fashion es van encarregar de buscar els millors dissenyadors de moda de tot el món, que ja tinguessin prou experiència amb el món de la moda. Molts d'ells, com van dir en el capítol 1 de la primera temporada, havien vestit a famosos en concerts, esdeveniments i catifes vermelles.
Una vegada fet això, el reality show va començar. En les primeres rondes, fins al capítol 7, els dissenyadors van estar treballant en parelles que van triar ells mateixos. Només alguns dels participants ja es coneixien entre ells d'abans de venir al programa.
Al principi de cada capítol es presentava el tema sobre el qual els dissenyadors haurien de crear els seus looks, que depenent del dia, el sexe i el nombre de looks variava. També revelaven qui serien els invitats especials que farien de jutges en la passarel·la on presentarien els seus resultats.
Els dissenyadors tenien 2 dies per dissenyar i executar els seus looks. Cada parella tenia una llarga taula on podien treballar, i un armari comú on hi havia totes les teles, estris i accessoris que poguessin necessitar, el qual en cada prova es renovava. El 2n dia, els dissenyadors treballaven en una sala diferent, on arribaven els i les models, als quals havien de vestir, maquillar i pentinar amb l'ajuda d'uns professionals.
En cada prova es muntava una passarel·la, decorada d'una manera diferent cada dia, de manera professional i que agrades al públic que hi havia. Els jutges comentaven la seva opinió sobre cada disseny, i després entrevistaven els participants i examinaven de més a prop la feina que havien fet.
Finalment, els jutges havien de prendre la seva decisió final. En cada capítol fins al número 7 hi havia dues parelles que feien un pas a davant, les que els jutges havien considerat les pitjors, i només una d'elles abandonava el programa. A més a més, també hi havia una parella que guanyava la prova. En els capítols a partir del 7, on els dissenyadors treballaven individualment, hi havia dues persones que s'eliminaven, i només una que guanyava.

## Producció
El programa va ser anunciat el maig del 2019, amb els presentadors Tan France i Alexa Chung ja units al projecte, com també ho estaven l'estilista Elizabeth Stewart i la Instagramer Eva Chen, que van col·laborar amb el ‘show’ com a jutges. A més a més dels invitats especials, sempre relacionats amb el món de la moda, que ajudaven els jutges a prendre a la decisió final.
La sèrie va ser produïda i creada per la companyia de producció The oldschool, amb els productors executius Robin Ashbrook i Yasmin Shackleton juntament amb el coproductor executiu Adam Cooper.
Va ser patrocinada per Net-a-Porter, el qual com ja hem dit anteriorment, també va aportar el premi en metàl·lic i una col·lecció sencera a la seva web per al guanyador.
El vicepresident de sèries originals i comèdies especials de Netflix Brandon Riegg va explicar per què tenia sentit per la companyia produir aquesta sèrie i introduir-se en la categoria de competicions de moda.
Fashion is something that is really appealing and relatable, and so it made sense for us to get into that space considering our viewers around the world ... It is also an opportunity to gauge the fashion enthusiasm of fans and showcase some amazing talent and stories [from designers], the struggles and the victories, and help them elevate their own brand to the next level through the show.
Traducció:
La moda realment és un tema molt atractiu i relacionable, per això té sentit per nosaltres entrar en aquest espai, considerant els nostres espectadors d'arreu del món… També és una oportunitat per mesurar l'entusiasme de la moda per part dels seus fans, i mostrar l'increïble talent, les històries (dels dissenyadors), les lluites i les victòries, i ajudar-los a elevar la seva pròpia marca al següent nivell a través del show
Riegg també va discutir la importància del càsting global del show:
One of the core tenets of our approach to programming is having diversity, and diversity comes in lots of different forms; obviously we are a global platform ... But really it came to finding great characters with great story, and who are credible in the fashion space. And that was a big driver in terms of the casting. It just happened that we looked everywhere in looking for those qualities in the contestants and it allowed us to have more of a global group of contestants for this series in particular.
Traducció:
Un dels principis bàsics del nostre enfocament a programar és tenir diversitat, i la diversitat ve en moltes diferents formes; òbviament nosaltres som una plataforma global… Però realment va venir de trobar grans personatges amb grans històries, que fossin creïbles en el món de la moda. I això va ser un gran impuls en termes del càsting. Vam mirar a tot arreu buscant aquelles qualitats en els concursants que ens va permetre tenir un grup més global de participants en aquesta sèrie en particular.

## Dissenyadors
Dissenyadors
| Nom                    | País          | Posició   | Carrera professional |
| ---------------------- | ------------- | --------- | --- |
| Isaac Saqib            | Estats Units  | 17è / 18è | Va començar a treballar en la marca de Streatwear de Mercy & Mankind al 2014. Ha vestit a famosos com Young Thug, Rickey Thompson i Kyrie Irving. |
| Nasheli Ortiz-González | Puerto Rico   | 17è / 18è | Ha treballat a diferents estudis en moltes ciutats, i actualment treballa de professora i cap de departament al Moore College of Art & Design, a Pennsylvania. |
| Lorena Saravia Butcher | Mèxic         | 15è / 16è | Ha treballat per diferents marques com Bread and Butter a Barcelona, Gstar-Raw i pel dissenyador Mexicà Macario Jiménez. Actualment té la seva pròpia marca que dissenya roba contemporània de dona.                                                                        |
| Narresh Kukreja        | Índia         | 15è / 16è | Dissenya roba de bany, i actualment treballa per Shaivan i per la seva pròpia marca. Va estudiar al National Institute of Fashion Technology. |
| Hayley Scanlan         | Escòcia       | 13è / 14è | Va estudiar al Jordanstone College of Art and Design. Va guanyar els premis Scottish Young Designer of the Year i el de Scottish Fashion Awards el 2012 i el 2014. Va començar amb la seva pròpia marca de roba de dona el 2012, i va obrir la seva primera botiga el 2017. |
| Julian Woodhouse       | Estats Units  | 13è / 14è | Un ex veterà de l'exèrcit d'USA, és expert en complements tant per a homes com dones. Té la seva pròpia marca Woodhouse Army va ser nomenada el 2018 Emerging brand of the year.                                                                                            |
| Farai Simoyi-Agbede    | Estats Units  | 11è / 12è | Ha dissenyat per algunes grans estrelles com Beyoncé i Jay-Z, i ha aparegut en revistes com Forbes i Essence Magazine. Es la fundadora de The Narrativ i de Retail Concept Store.                                                                                           |
| Kianga Kiki Milele     | Estats Units  | 11è / 12è | Es especialista en Streatwear i ha ajudat al llançament de la nova etiqueta del hip hop FUBU. Va fundar la seva marca KMilele el 2014. Ha vestit a famosos com Sean Combs, Justin Timberlake, Jay-Z, Beyoncé, Nicki Minaj, Tommy Hilfiger i Rihanna.                        |
| Adolfo Sánchez         | Estats Units  | 9è / 10è  | Es especialista en dissenyar per esdeveniments o casaments. Va començar la carrera al 2006, i ha sortit en diferents revistes. |
| Claire Davis           | Anglaterra    | 9è / 10è  | Ella es basa en la moda respectuosa amb el medi ambient, i intenta demostrar que aquest tipus de dissenys també poden ser sexis. Va treure la seva marca HANGER INC el 2013, i va rebre el premi Fashion Discovery Award de ASOS.                                           |
| Angelo Cruciani        | Itàlia        | 7è / 8è   | Està darrer marca Yezael, una marca excèntrica que està basada en Milà. Abans d'això, havia passat 8 anys com a dissenyador principal de la marca Piero Guidi, i havia treballat a Shangai com a director de creativitat.                                                   |
| Carli Pearson          | Anglaterra    | 7è / 8è   | Està especialitzada en fer peces a mida. El seu treball està al Metropolitan Museum of Art’s Heavenly Bodies: Fashion i a l'exposició Catholic Imagination. Abans havia treballat per Stella McCartney, Alexander Wang, Pucci i McQ, i ara té la seva pròpia marca CIMONE.  |
| Charles Lu             | Canadà        | 5è / 6è   | Va ser educat a Londres, i té molta experiència en dissenyar vestits complexes. Ha treballat a Londres i Dubai, i ha produït 3 col·leccions com a director creatiu de Arushi Couture x Charles Lu                                                                           |
| Marco Morante          | Estats Units  | 5è / 6è   | Ha Creat roba per molts famosos com Fergie, Katy Perry, Nicki Minaj, Ke$ha, Britney Spears i Shakira. És conegut per dissenyar roba interior, i va obrir la seva marca al 2003, després de completar un disseny per una obra de teatre CalArts.                             |
| Ashton Hirota          | Estats Units  | 3r / 4t   | El seu treball està basat en Streatwear, i la seva roba ha sigut vista en grans esdeveniments com Super Bowl, Gremys i AMAs. Ha vestit a celebritats com Beyonce, Fifth Harmony, Usher, Jennifer Lopez, Ariana Grande, Miguel.                                              |
| Angel Chen             | Xina          | 3r / 4t   | Ha estudiat a la prestigiosa escola de moda de Londres Central Saint Martins. Després de graduar-se va ser escollida per i-D com una dissenyadora. La seva marca es famosa per ajuntar l'estil de Western i el d'Eastern                                                    |
| Daniel Fletcher        | Anglaterra    | 2n        | Es va graduar de a la Central Saint Martins al 2015. Té una marca de roba Contemporània per a homes, DANIEL w FLETCHER, que va ser nomenada una de les guanyadores de l'European Semi-Final de l'International Woolmark Prize al 2016.                                      |
| Minju Kim              | Corea del Sud | 1r        | Treballa principalment en roba de dona contemporània. Els seus acolorits dissenys han atret l'atenció de la setmana de la moda a Londres varies vegades. Ella va estudiar a SADI a Corea del Sud i també Antwerp. Ha col·laborat amb Disney alguna vegada.                  |

## Episodis[7]
Aquí hi ha un resum dels diferents episodis de la sèrie:
| Nº | Títol             | Data original d'estrena |
| --- | ----------------- | ----------------------- |
| 1 | Red carped        | 29 de Gener, 2020       |
| Els 18 dissenyadors s'aparellen per crear un look de catifa vermella en 2 dies. Vindran a ajudar com a jutges la Instagramer Eva Chen i la estilista Elizabeth Stewart. - Jutge invitat: Monique Lhuillier - Guanyadors: Angelo Cruciani i Charles Lu - Eliminats: Isaac Saqib i Nasheli Ortiz-Gonzalez |                   |                         |
| 2 | Prints & Patterns | 29 de Gener, 2020       |
| Es equips de dissenyadors hauran de crear amb estampats i patrons, que podran escollir agafar-los ja fets o crear-los ells mateixos. Tenen un dia i mig per crear dos looks, un de dona i un de home, i presentar-los a la pasarela on la estilista Elizabeth Steward tornarà a ajudar els jutges. - Jutge Invitat: Prabal Gurung - Guanyadors: Angel Chen i Minju Kim - Eliminats: Lorena Saravia Butcher i Narresh Kukreja |                   |                         |
| 3 | T’he Suit         | 29 de Gener, 2020       |
| La tasca dels concursants en aquesta prova es crear un tratge elegant per home o dona, utilitzant els materials de l'armari comú, en un dia i mig. El jutge que ve a ajudar és l'estilista Jason Bolden. - Jutge invitat: Phillip Lim - Guanyadors: Carli Pearson i Daniel Fletcher - Eliminats: Hayley Scanlan i Julian Woodhouse |                   |                         |
| 4 | Streatwear        | 29 de Gener, 2020       |
| Els equips de dissenyadors hauran de crear dos looks de streetwear (del anglès, roba de carrer), un per una model i un per un model. L'estilista de celebritats Jason Bolden torna a ajudar els jutges. - Jutge invitat: Dissenyador Americà Kerby Jean-Raymond de Pyer Moss - Guanyador: Angel Chen i Minju Kim - Eliminats: Ningú. En les eliminatòries anteriors la decisió havia sigut unànime, però en aquesta els jutges tenien diferents opinions i van decidir començar de nou amb el següent repte. |                   |                         |
| 5 | Underwear         | 29 de Gener, 2020       |
| Els equips restants hauran de crear roba interior/llenceria, una indústria milionària a la qual alguns dels concursants s'hi dediquen en la seva vida professional, amb la seva pròpia marca o no. Cada equip haurà de crear dos looks, un per home i un per dona, la qual la model serà de talles més grans. La estilista de celebritats Elizabeth Stewart torna a ajudar els jutges. - Jutge invitat: Supermodel Adriana Lima - Guanyadors: Marco Morante i Ashton Hirota - Eliminades: Frai Simoyi-Agbede i Kianga 'Kiki' Milele |                   |                         |
| 6 | Rock              | 29 de Gener, 2020       |
| Els concursants s'hauran d'enfrontar al tema del rock and roll, que cobreix molts tipus de gèneres de música i actituds els quals els dissenyadors hauran de representar amb la seva roba. Els jutges busquen dissenys que aprofitin aquesta energia, i el que ofereixen es inesperat. Els equips tornen a tenir un dia i mitg per completar dos looks, un per una model i un per un model. La estilista de celebritats Elizabeth Steward torna a ajudar els jutges. - Jutge invitat: Christopher Kane i Beth Ditto - Guanyadors: Carli Pearson, i Daniel Fletcher - Eliminats: Adolfo Sanchez i Claire Davis Després d'anunciar els guanyadors i els perdedors, els jutges comuniquen als equips que queden que a partir d'aquell moment treballaran individualment. |                   |                         |
| 7 | Activewear        | 29 de Gener, 2020       |
| El repte d'aquesta prova es crear un look de roba esportiva (en anglès, activewear), que cada dissenyador podrà triar si serà per home o per dona. Els jutges estarant buscant per un look que convini funcionalitat i moda per igual. L'estilista de celebritats Elizabeth Steward torna a ajudar els jutges. - Jutge invitat: Josefine Aberg, dissenyador de Adidas - Guanyador: Daniel Fletcher - Eliminats: Carli Pearson i Angelo Cruciani |                   |                         |
| 8 | Military          | 29 de Gener, 2020       |
| Els sis dissenyadors que queden hauran de crear un look a l'entorn del tema militar. La roba militar ha tingut un gran impacte en la moda, inspirant per crear peces com jaquetes bomber (traducció de l'anglès, bombardeig), pantalons del tipus cargo, monos i l'estampat de camuflatge. Els jutges han demanat als concursants que agafin inspiració en els uniformes militars de manera que en facin honor, però que alhora sigui moda. L'estilista de celebritats Elizabeth Steward torna a ajudar els jutges. - Jutge invitat: Maxwell Osborne i Dao-Yi Chow, dissenyadors de Public School. - Guanyador: Angel Chen - Eliminats: Charles Lu i Marco Morante |                   |                         |
| 9 | Denim             | 29 de Gener, 2020       |
| El quatre dissenyadors que queden a la semifinal hauran de crear dos looks, un d'home i un de dona que conjuntin un amb l'altre, amb el tema del denim (texà). Aquesta tela és, amb diferència, una de les mes utilitzades del món. Sens dubte serveix a molta gent per anar còmodes i alhora a la moda, sense perdre la teva pròpia essència i personalitat. Et permet crear pantalons de tot tipus, monos, vestits, jaquetes… Serà un gran repte pels dissenyadors, ja que el texà es una tela molt difícil d'utilitzar i molt vista, per tant serà difícil crear un look innovador i inesperat amb el qual els jutges es sorprenguin. L'estilista de celebritats Elisabeth Esteward tornarà a ajudar els jutges. Jutge invitat: Tommy Hilfiger Guanyadors: Daniel Fletcher i Minju Kim Eliminats: Angel Chen i Ashton Hirota |                   |                         |
| 10 | The Finale        | 29 de Gener, 2020       |
| Per la gran final els dos dissenyadors que queden hauran de donar el seu màxim i crear una col·lecció completa de 10 dissenys en 3 dies. Cada dissenyador tindrà un equip complet de 3 costurers professionals que el poden ajudar en la producció, però no en el disseny ni en cap consulta creativa. L'últim look haurà de ser l'estrella de la col·lecció, que impressió i els jutges i a tot el públic i que els deixi sense alè. A mes a mes, les seves famílies els venen a visitar com a sorpresa i a veure la final. El Daniel Fletcher utilitza The bright Young Things com a inspiració per crear la seva col·lecció. Aquests eren aristòcrates Bohemis i socialistes del 1920s a Londres, que elaboraven festes de vestits elegants i especials. L'inspiració de la Minju Kim es Frida Kahlo, una pintora famosa pels seus retrats, autoretrats i les seves obres inspirades en el seu país natal, Mèxic. Jutges invitats: Intagramer Eva Chen, l'estilista de celebritats Elizabeth Stewart i Elizabeth van der Goltz, la directora global de la companyia Net-a-Porter. Guanyador de Next in Fashion: Minju Kim |                   |                         |